# نهنغ (حومة لنجة)
نهنغ (بالفارسية: ناهنگ) هي منطقة سكنية تقع في إيران في مهران. يقدر عدد سكانها بـ 211 نسمة .